# IHDA 800
Der IHDA 800 (auch bezeichnet als IHDA CV 800) ist ein Container-Feederschiffstyp, der vom Unternehmen IHDA Shipbuilding Service in Krimpen aan de Lek entworfen wurde. Von 2005 bis 2021 entstanden zehn Feederschiffe dieses Typs auf verschiedenen Werften in Rumänien und der Volksrepublik China, von denen zwei zu RoRo-Schiffen umgebaut wurden.

## Geschichte

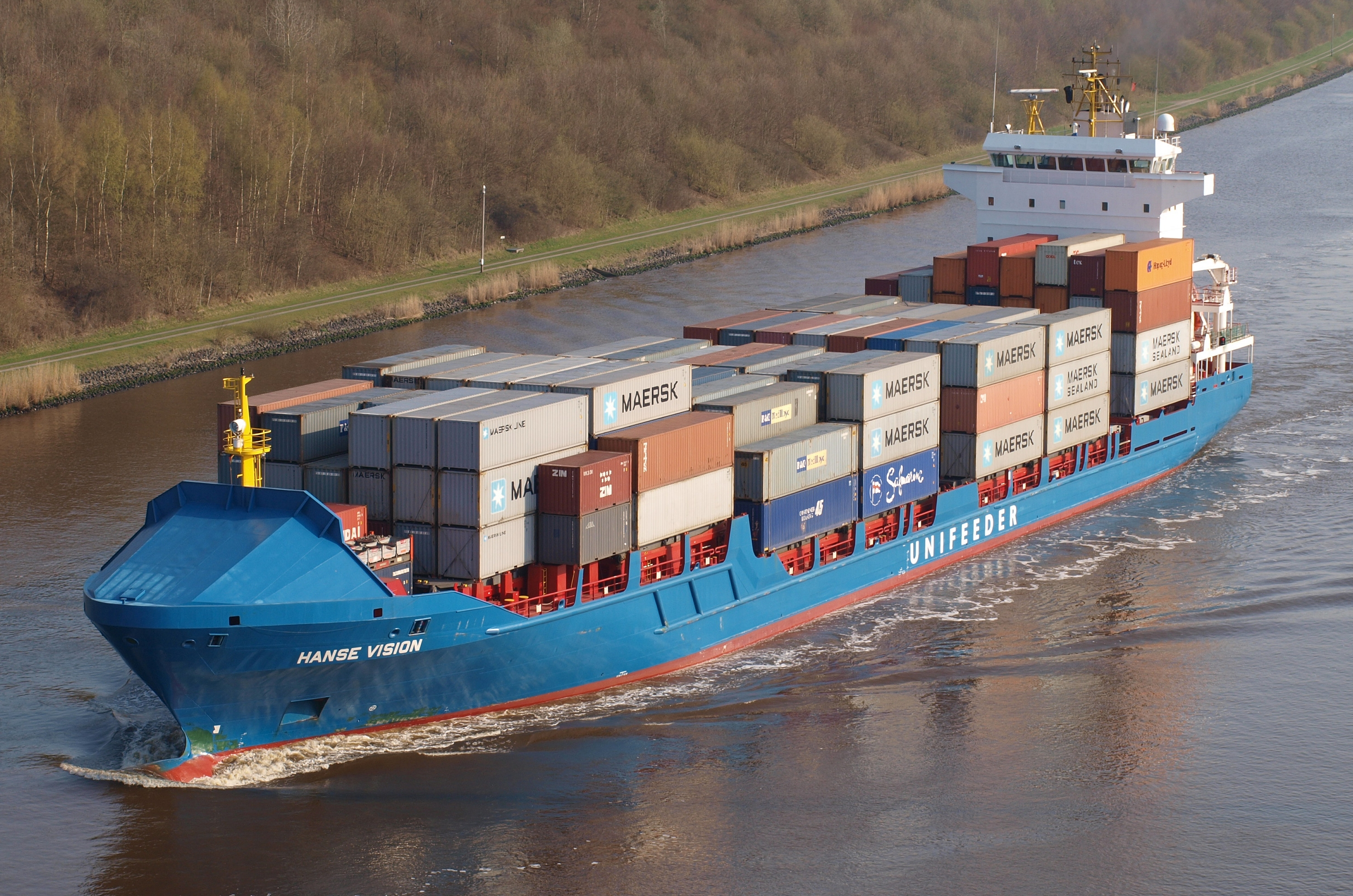
Das Typschiff Hanse Vision (ehemals Maasstroom)

IHDA Shipbuilding Service B.V. entwickelte den Schiffstyp in Zusammenarbeit mit der niederländischen Reederei Scheepvaartbedrijf C. Vermeulen, die auch die beiden ersten Einheiten bestellte. Mit dem Bau der zwei Schiffe wurde 2003 die rumänische Werft Aker Tulcea AS in Tulcea beauftragt. Die Endfertigung und Ausrüstung  erfolgte auf der Werft All Ships Outfitting & Repairs in Krimpen aan de Lek, die zur IHDA-Gruppe gehörte. 
Das Typschiff Maasstroom wurde am 8. April 2005 abgeliefert, das Schwesterschiff Merwedestroom folgte am 12. Oktober 2005. Im Jahr 2007 verkaufte Scheepvaartbedrijf C. Vermeulen die zwei Schiffe an den deutschen Schiffsfonds Hanse Twin Feeder, wodurch sie die Namen Hanse Vision und Hanse Spirit bekamen. Die Bereederung erfolgte anschließend durch die Johs. Thode Reedereigesellschaft in Hamburg. Nach der Insolvenz des Schiffsfonds gingen die Schiffe im August 2015 an die niederländische Reederei Visser Shipping, die sie in Sven-D und Spirit umbenannte.
Die beiden in Drochtersen ansässigen Reeder Wilfried Jens und Jan Nagel orderten zusammen vier Schiffe für die von ihnen gegründete Gemeinschaftsreederei Astromare, von denen sie aber nur die Astrosprinter und die Astrorunner abnahmen. Die zwei Schiffe wurden auf der Werft Sainty Marine in Jiangdu gebaut und im Frühjahr 2007 mit den Charternamen Transanund und Transjorund für die schwedische Reederei Transatlantic Container Shipping AB  in Fahrt gesetzt. Nach Ende der Charter erhielten sie 2014 ihre ursprünglichen Namen zurück. Die Astrosprinter kollidierte am 8. Juni 2019 auf der Elbe mit dem Lotsenschoner No. 5 Elbe, der daraufhin sank. Nach dem Zusammenschluss der Reederei Astromare mit dem Reedereiverbund USC Barnkrug bekam das Schiff 2022 den Namen Elbsprinter. Die Astrorunner erhielt 2021 den Charternamen Njord.

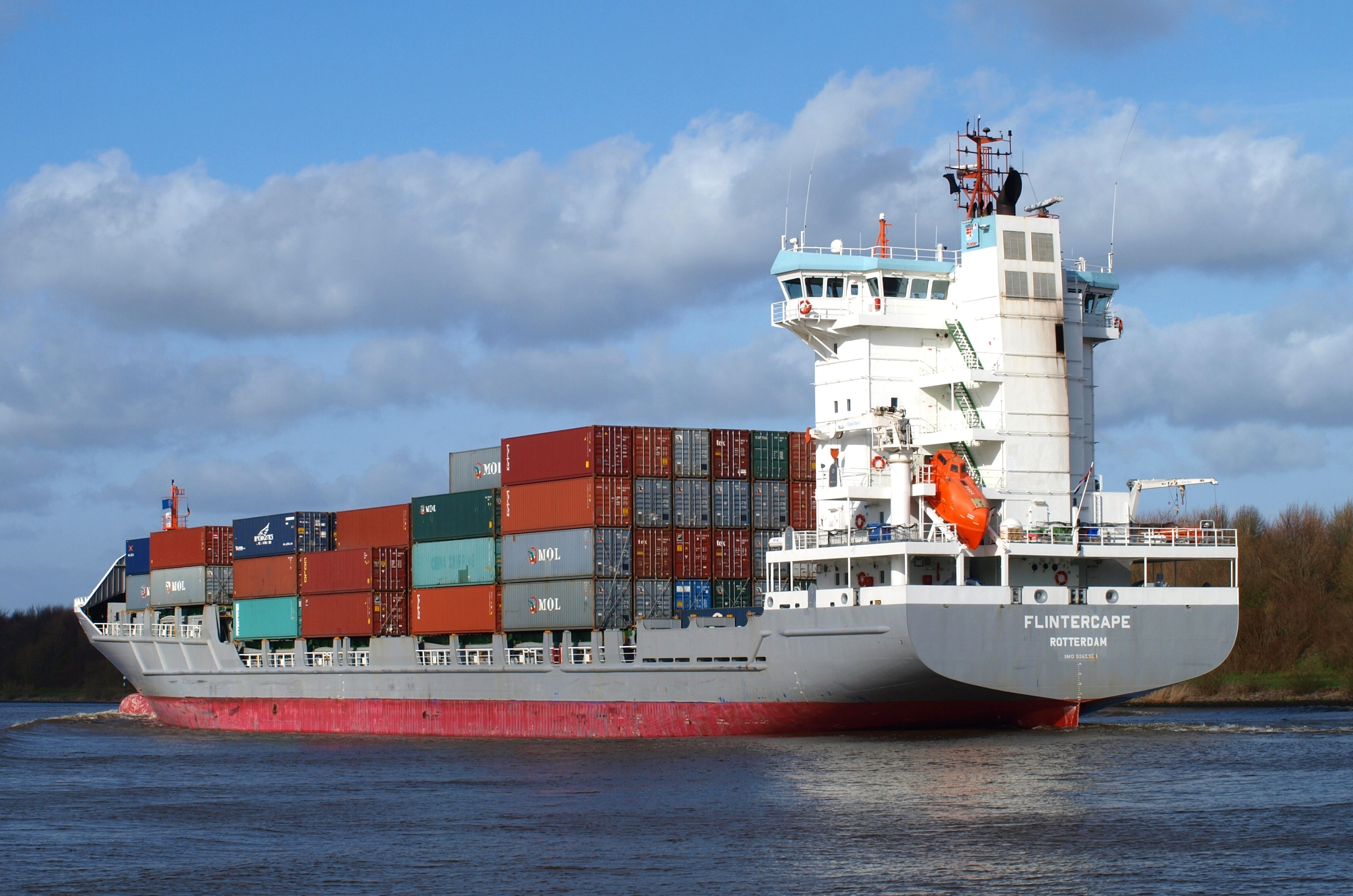
Heckansicht der Flintercape

Die niederländische Reederei Flinter Shipping hatte ursprünglich vier Schiffe des Typs IHDA 800 geordert. Die beiden ersten Neubauten waren für eine Vercharterung an die Hamburger Fresena Reederei  bestimmt und liefen am 20. September bzw. 22. Dezember 2006 auf der Werft Nantong Mingde Heavy Industry in Tongzhou mit den Namen Fresena Sailor und Fresena Mate vom Stapel. Da der Chartervertrag vor Ablieferung gekündigt wurde, kamen sie im Sommer 2008 als Flintercarrier und Flintercoast in Fahrt.
Die zwei von Astromare bestellten Schiffe Astrowalker und Astrojumper, die 2007 mit den Charternamen Team Atlantic und Team Baltic von Stapel gelaufen waren, wurden von der niederländischen Flinter Shipping übernommen und 2008 als Flintercape bzw. 2009 als Flintercrown in Fahrt gesetzt. Aufgrund von Rückgängen im Transportgeschäft infolge der Weltwirtschaftskrise stornierte Flinter Shipping kurz darauf den Bau der letzten zwei Schiffe Flintercoral und Flinterclear, die zu diesem Zeitpunkt bereits vom Stapel gelaufen waren. Die zwei Rohbauten verblieben jahrelang in China. Die Flintercoral wurde 2014 in die Niederlande geschleppt und dort zum RoRo-Schiff Rotra Vente umgebaut.  Die Flinterclear stellte man im Januar 2021 in China fertig, wo sie als Gang Tong 19 in Fahrt kam.

## RoRo-SchiffeRotra MareundRotra Ventre
Der Rohbau der Flintercoral sowie die bereits in Fahrt gesetzte Flintercrown wurden in den Niederlanden für das Unternehmen Siemens Wind Power zu RoRo-Schiffen umgebaut und dabei unter anderem mit einem Bugvisier ausgerüstet. Die umgebaute Rotra Vente (ehemals Flintercoral) wurde als Neubau eingetragen und bekam somit eine neue IMO-Nummer. Das Unternehmen Siemens Gamesa (Nachfolger der Siemens Wind Power AS) setzt beide Schiffe zum Transport von Komponenten für Windenergieanlagen von den Produktionswerken in Aalborg, Apenrade und Hull zu den jeweiligen Bestimmungshäfen ein, von denen die Bauteile zu den Windparks weiterbefördert werden. Die am 30. Oktober 2016 in Fahrt gesetzte Rotra Vente (ehemals Flintercoral) dient zum Transport der Gondeln, während die 2017 abgelieferte Rotra Mare (ehemals Flintercrown) zum Transport von bis zu zwölf Rotorblätter genutzt wird. Die Rotra Mare wurde 2022 durch einen weiteren Umbau auf 152,70 Meter verlängert.

## Technik

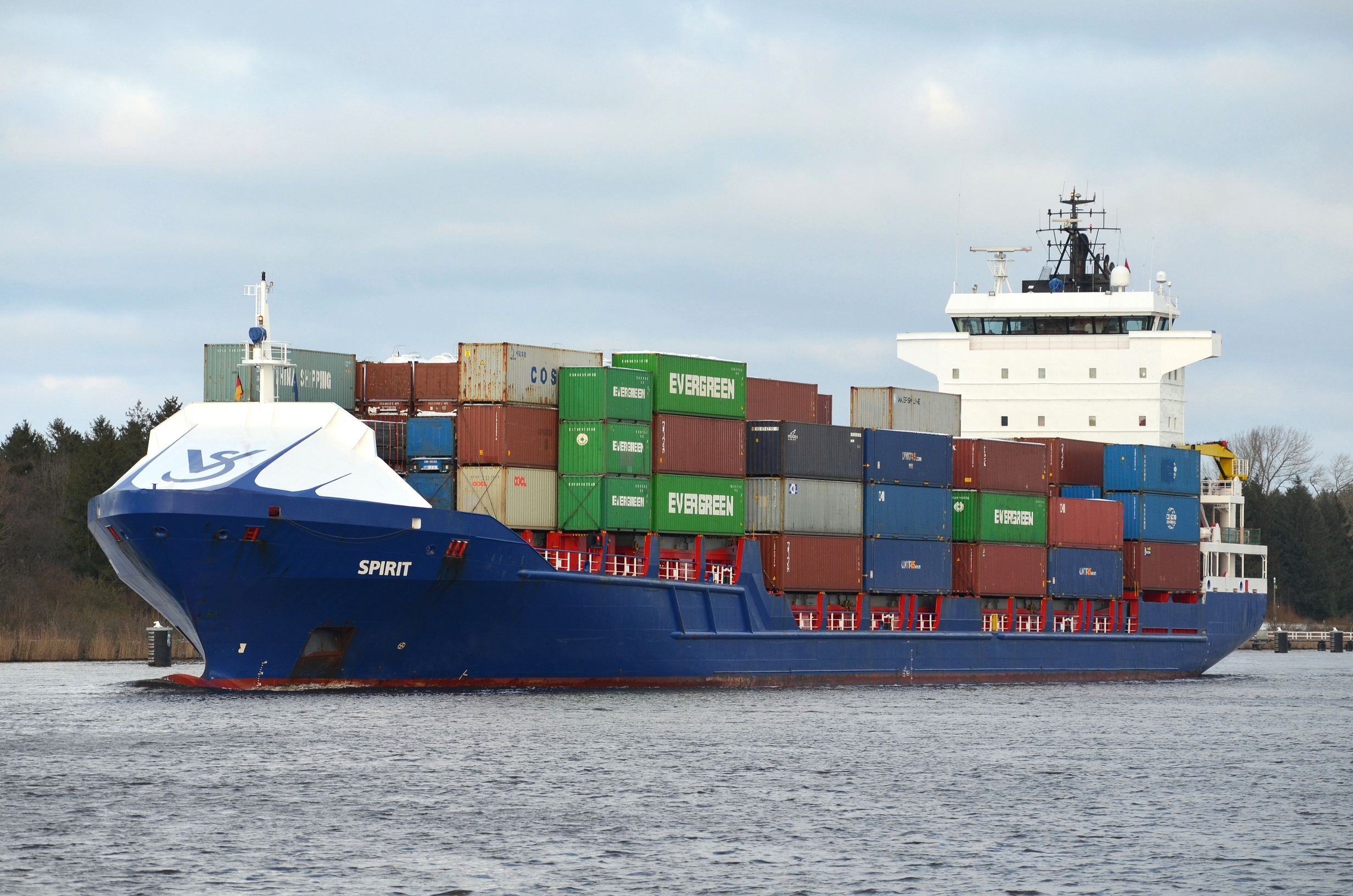
Spirit (ehemals Merwedestroom)

Der in Sektionsbauweise gefertigte Typ IHDA 800 hat eine Gesamtlänge von rund 141,60 m (132,30 m Lpp) und eine registrierte Breite von 20,60 m (20,85 m maximale Breite einschließlich Nock). Die Seitenhöhe vom Kiel bis zum Hauptdeck beträgt 9,50 m, der maximale Tiefgang 7,30 m. Bei Ablieferung sind die meisten Schiffe der Baureihe mit 7.720 BRZ und 3.614 NRZ vermessen worden. Die Tragfähigkeit der einzelnen Einheiten variiert leicht und liegt zwischen 9.593 dwt (Astrosprinter) und 9.620 dwt (Flintercrown). Die Rümpfe sind verstärkt und erfüllen die Vorgaben der finnisch-schwedischen Eisklasse 1A. Die Maasstrom, Merwedestroom, Flintercoast und Flintercarrier besitzen eine offene Nock, bei den anderen Schiffe wurde die Nock in die Brücke integriert. Die Maasstrom und Merwedestroom unterscheiden sich zudem durch die gewölbte Form des Bugschilds optisch von den anderen Einheiten.
Die Schiffe verfügen über drei kastenförmige Laderäume mit einem Rauminhalt von 12.459 m³ (440.000 Kubikfuß), die mit verstärkten Faltlukendeckeln des Herstellers MacGregor ausgerüstet sind. In den Laderäumen befinden sich verstellbare Zellgerüste desselben Herstellers, die auf die jeweilige Länge der zu stauenden Container angepasst werden können. 
Die Luke des vorderen Laderaums ist 26,32 m lang und 17,91 m breit, wobei sie sich im vorderen Bereich auf eine Breite von 13,34 m verjüngt. Die Größe der beiden anderen Luken beträgt jeweils 27,08 m × 17,91 m. Der IHDA 800 kann bis zu 809 20-Fuß-Standardcontainer (TEU) stauen, davon 238 TEU in den Laderäumen und 571 TEU an Deck. Alternativ ist eine Beladung mit maximal 380 40-Fuß-Containern (FEU) plus 49 TEU möglich, davon 116 FEU plus 6 TEU in den Laderäumen und 264 FEU plus 43 TEU an Deck. Die beiden hinteren Laderäume sind unter anderem zur Stauung von überlangen 45-Fuß-Containern vorgesehen. Zudem können Container mit anderen Sondermaßen (30-Fuß, 48-Fuß, 49-Fuß) sowie 2,90 m hohe High-Cube-Container transportiert werden. Bei einer homogenen Beladung mit 14 t schweren Containern dürfen aus Stabilitätsgründen maximal 573 TEU gestaut werden. An Bord der beiden erstgebauten Schiffe (Maasstroom und Merwedestroom) sind Anschlüsse für 200 Kühlcontainer vorhanden, an Bord aller anderen für 150 Kühlcontainer.
Die Maasstroom und die Merwedestroom werden von einem 9.240 kW leistenden Neunzylinder-Viertakt-Dieselmotor des Typs Wärtsilä 9L20 angetrieben, der auf einen Verstellpropeller wirkt. Die Flintercoast, Flintercarrier und Flintercoral erhielten einen Achtzylinder-Viertakt-Dieselmotor desselben Herstellers mit 5.400 kW Leistung. Die anderen Schiffe der Baureihe sind mit einem 7.999 kW leistenden Achtzylinder-Viertakt-Dieselmotor des Typs MaK 8M43C ausgerüstet. Für An- und Ablegemanöver besitzt der Typ IHDA 800 ein elektrisch angetriebenes Bugstrahlruder mit 750 kW Leistung.

## Die Schiffe
| IHDA 800                                                           | IHDA 800        | IHDA 800                       | IHDA 800    | IHDA 800                          | IHDA 800                                         | IHDA 800 | IHDA 800 |
| Bauname                                                            | IHDA- Baunummer | Werft Baunummer                | IMO- Nummer | Kiellegung Stapellauf Ablieferung | Auftraggeber                                     | Umbenennungen und Verbleib |          |
| ------------------------------------------------------------------ | --------------- | ------------------------------ | ----------- | --------------------------------- | ------------------------------------------------ | --- | -------- |
| Maasstroom                                                         | 225             | Aker Tulcea 306                | 9302243     | 12.09.2003 23.07.2004 08.04.2005  | Scheepvaartbedrijf C. Vermeulen, Geldermalsen    | 2007 Hanse Vision → 2015 Sven-D, so 2024 in Fahrt |          |
| Merwedestroom                                                      | 226             | Aker Tulcea 307                | 9302255     | 06.11.2003 17.12.2004 12.10.2005  | Scheepvaartbedrijf C. Vermeulen, Geldermalsen    | 2007 Hanse Spirit → 2015 Spirit, so 2024 in Fahrt |          |
| Astrosprinter                                                      | 223             | Sainty Jiangdu 04stig006       | 9349215     | 31.12.2004 21.10.2005 09.02.2007  | Astromare Bereederungs GmbH & Co. KG Drochtersen | in Fahrt gesetzt als Transanund → 2014 Astrosprinter → 2022 Elbsprinter, so 2024 in Fahrt |          |
| Astrorunner                                                        | 224             | Sainty Jiangdu 04stig007       | 9349227     | 31.12.2004 01.05.2006 31.03.2007  | Astromare Bereederungs GmbH & Co. KG Drochtersen | in Fahrt gesetzt als Transjorund → 2014 Astrorunner → 2021 Njord, so 2024 in Fahrt |          |
| Flintercoast                                                       | 254             | Nantong Mingde -               | 9365972     | 31.12.2004 22.12.2006 18.06.2008  | Flinter Shipping, Barendrecht                    | Stapellauf als Fresena Mate → in Fahrt gesetzt als Flintercoast → 2010 Rebecca Borchard → 2014 Flintercoast → 2015 Rebecca Borchard → 2016 Flintercoast → 2016 CMA CGM Goya, so 2024 in Fahrt |          |
| Flintercarrier                                                     | 253             | Nantong Mingde -               | 9365960     | 31.12.2004 20.09.2006 10.07.2008  | Flinter Shipping, Barendrecht                    | Stapellauf als Fresena Sailor → in Fahrt gesetzt als Flintercarrier → 2012 Judith Borchard → 2013 Flintercarrier → 2013 X-Press Mulhacen, so 2024 in Fahrt                                    |          |
| Astrowalker                                                        | 257             | Nantong Mingde 2004-48         | 9365984     | 18.10.2006 15.04.2007 26.11.2008  | Astromare Bereederungs GmbH & Co. KG Drochtersen | Stapellauf als Team Atlantic → in Fahrt gesetzt als Flintercape → 2016 ARA Liverpool → 2020 WEC van Eyck, so 2024 in Fahrt                                                                    |          |
| Astrojumper                                                        | 258             | Nantong Mingde 2004-47         | 9365996     | 10.11.2006 16.06.2007 04.08.2009  | Astromare Bereederungs GmbH & Co. KG Drochtersen | Stapellauf als Team Baltic → in Fahrt gesetzt als Flintercrown → 2010 Anne Borchard → 2014 Flintercrown → 2016 Umbau zum RoRo-Schiff Rotra Mare, so 2024 in Fahrt                             |          |
| Flintercoral                                                       | 255             | Nantong Mingde MD097-800TEU-05 | 9517666     | xx.xx.200x 10.11.2008 30.10.2016  | Flinter Shipping, Barendrecht                    | Kasko 2014 in die Niederlande geschleppt, dort umgebaut und abgeliefert als RoRo-Schiff Rotra Vente (neue IMO-Nummer 9805568), so 2024 in Fahrt                                               |          |
| Flinterclear                                                       | 256             | Nantong Mingde MD098-800TEU-06 | 9517678     | xx.xx.200x 26.12.2008 29.01.2021  | Flinter Shipping, Barendrecht                    | Kasko in China verblieben, abgeliefert als Gang Tong 19, so 2024 in Fahrt |          |
| Daten: Stichting Maritiem Historische Databank, Miramar Ship Index |                 |                                |             |                                   |                                                  | |          |